# Antiplanes obliquiplicata
Antiplanes obliquiplicata é uma espécie de gastrópode do gênero Antiplanes, pertencente a família Pseudomelatomidae.